# Волосатоногие летяги
Волосатоногие летяги (Belomys) — это род летяг, который содержит единственный современный вид, волосатоногую летягу (Belomys pearsonii) и, как минимум, 2 ископаемых вида.
- Род Belomys
  - Волосатоногая летяга (Belomys pearsonii), восточные Гималаи и юг Китая вплоть до острова Тайвань, на 1500—2400 м над уровнем моря.
  - † Belomys parapearsoni, позний плиоцен Юго-Восточной Азии[1].
  - † Belomys thamkaewi, плейстоцен Юго-Восточной Азии[2].

Как правило, род Belomys считают монотипическим родом, содержащим лишь один вид волосатоногую летягу (Belomys pearsonii). Этот вид впервые был описан Джоном Эдвардом Греем в 1842 году под названием Sciuropterus pearsonii по экземпляру из округа Дарджилинг в Западной Бенгалии (Индия). Род Belomys был выделен в 1908 году британским зоологом Олдфилдом Томасом при разделении рода Sciuropterus на несколько новых родов. Sciuropterus же впоследствии был сочтён младшим синонимом рода Pteromys.
Belomys pearsonii является типовым видом рода Belomys, однако сам Томас не считал Belomys монотипическим. В качестве дополнительных видов этого рода он перечислил B. villosus, который в настоящее время больше не признается, и B. kaleensis, который сейчас рассматривается как подвид волосатоногой летяги. Кроме того он описал новый вид Belomys trichotis, который также ныне сведён в подвиды.
Гордон Б. Корбет и Джон Э. Хилл объединяют Belomys с родом Trogopterus, в таком случае данное родовое название имеет приоритет над Belomys. Уровень родства волосатоногих и сложнозубых летяг недостаточен для объединения в один род.